# Leva lite
Leva lite är en svensk dramafilm, som hade premiär på Göteborg Film Festival 2025, och därefter över hela landet den 7 februari samma år. Filmen är regisserad av Fanny Ovesen, som även skrivit filmens manus.
Filmen tilldelades Svenska kyrkans filmpris.

## Handling
Filmen handlar om de bästa vännerna Laura och Alex som är ute på ett couchsurfing-äventyr i Europa. När Laura vaknar upp naken efter att ha haft sex med en främling blir det startpunkten på en resa där Laura inte bara behöver konfronteras med sin pojkvän utan även en växande rädsla att natten inte var frivillig.

## Rollista (i urval)
- Oscar Lesage
- Thelma Buabeng - Jana
- Odin Romanus - Elias
- Aviva Wrede
- Embla Ingelman-Sundberg